# Copicucullia antipoda
Copicucullia antipoda är en fjärilsart som beskrevs av John Kern Strecker 1878. Copicucullia antipoda ingår i släktet Copicucullia och familjen nattflyn. Inga underarter finns listade i Catalogue of Life.